# Roodkruinbladspeurder
De roodkruinbladspeurder (Automolus rufipileatus) is een zangvogel uit de familie Furnariidae (ovenvogels).

## Verspreiding en leefgebied
Deze soort telt twee ondersoorten:
- A. r. rufipileatus: Brazilië bezuiden de Amazonerivier.
- A. r. consobrinus: van oostelijk Colombia tot de Guyana's, noordelijk Bolivia en westelijk Brazilië.

## Status
De grootte van de populatie is niet gekwantificeerd maar de soort wordt omschreven als vrij algemeen. Op de Rode lijst van de IUCN heeft deze soort de status niet bedreigd.